# Перепелиця Микола Павлович

Моління про чашу. Христос Спаситель молиться поряд з апостолами, які поснули

Микола Павлович Перепелиця (нар. 30 грудня 1951, Киргизія) — український скульптор, автор скульптури «Гефсиманське боріння», або «Моління про чашу» (2007) на території Михайлівського Золотоверхого монастиря. Член НСХУ (1986).

## Життєпис
Народився 30 грудня 1951 року у селі «радгосп ім. Фрунзе» (Сокулукський район, Чуйська область, Киргизія).

## Освіта
Закінчив Київський державний художній інститут (1973–1979). Педагог з фаху – скульптор Макар Вронський.

## Основні твори
- „Формула Евкліда” (1987)
- „Чорна кімната” (1989)
- „Любов трансцендентальна” (1990)
- „Ієрархія сил” (1992)
- „Під знаком Тільця” (1992)
- «Гефсиманське боріння», або «Моління про чашу» (2007)